# Campeonato Europeo de Ciclocrós de 2011
El IX Campeonato Europeo de Ciclocrós se celebró en Lucca (Italia) el 6 de noviembre de 2011 bajo la organización de la Unión Europea de Ciclismo (UEC) y la Federación Italiana de Ciclismo.

## Medallistas
| Evento   | Oro                                 | Plata                 | Bronce                         |
| -------- | ----------------------------------- | --------------------- | ------------------------------ |
| Femenino | Daphny van den Brand · Países Bajos | Lucie Chainel Francia | Pauline Ferrand-Prévot Francia |

### Femenino
| Puesto            | Ciclista               | País         | Tiempo |
| ----------------- | ---------------------- | ------------ | ------ |
| Medalla de oro    | Daphny van den Brand   | Países Bajos | 43:45  |
| Medalla de plata  | Lucie Chainel          | Francia      | 43:53  |
| Medalla de bronce | Pauline Ferrand-Prévot | Francia      | 43:55  |
| 4                 | Sophie de Boer         | Países Bajos | 44:07  |
| 5                 | Nikki Harris           | Reino Unido  | 44:07  |
| 6                 | Sanne van Paassen      | Países Bajos | 44:36  |
| 7                 | Sabrina Stultiens      | Países Bajos | 44:43  |
| 8                 | Helen Wyman            | Reino Unido  | 45:15  |

| Predecesor: · Fráncfort 2010 · Alemania | Campeonato Europeo de Ciclocrós IX edición | Sucesor: Ipswich 2012 Reino Unido |

- Datos: Q3652597